# Menesia bipunctata
Menesia bipunctata är en skalbaggsart som först beskrevs av B. Zoubkoff 1829.  Menesia bipunctata ingår i släktet Menesia och familjen långhorningar.
Artens utbredningsområde är:
- Frankrike.
- Ukraina.

Arten har ej påträffats i Sverige. Inga underarter finns listade i Catalogue of Life.

## Bildgalleri

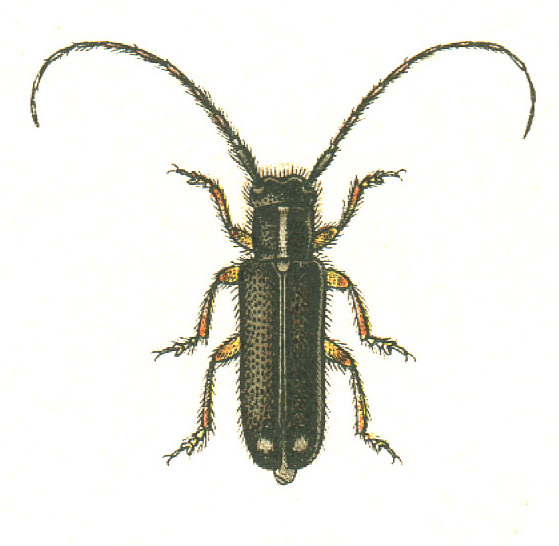
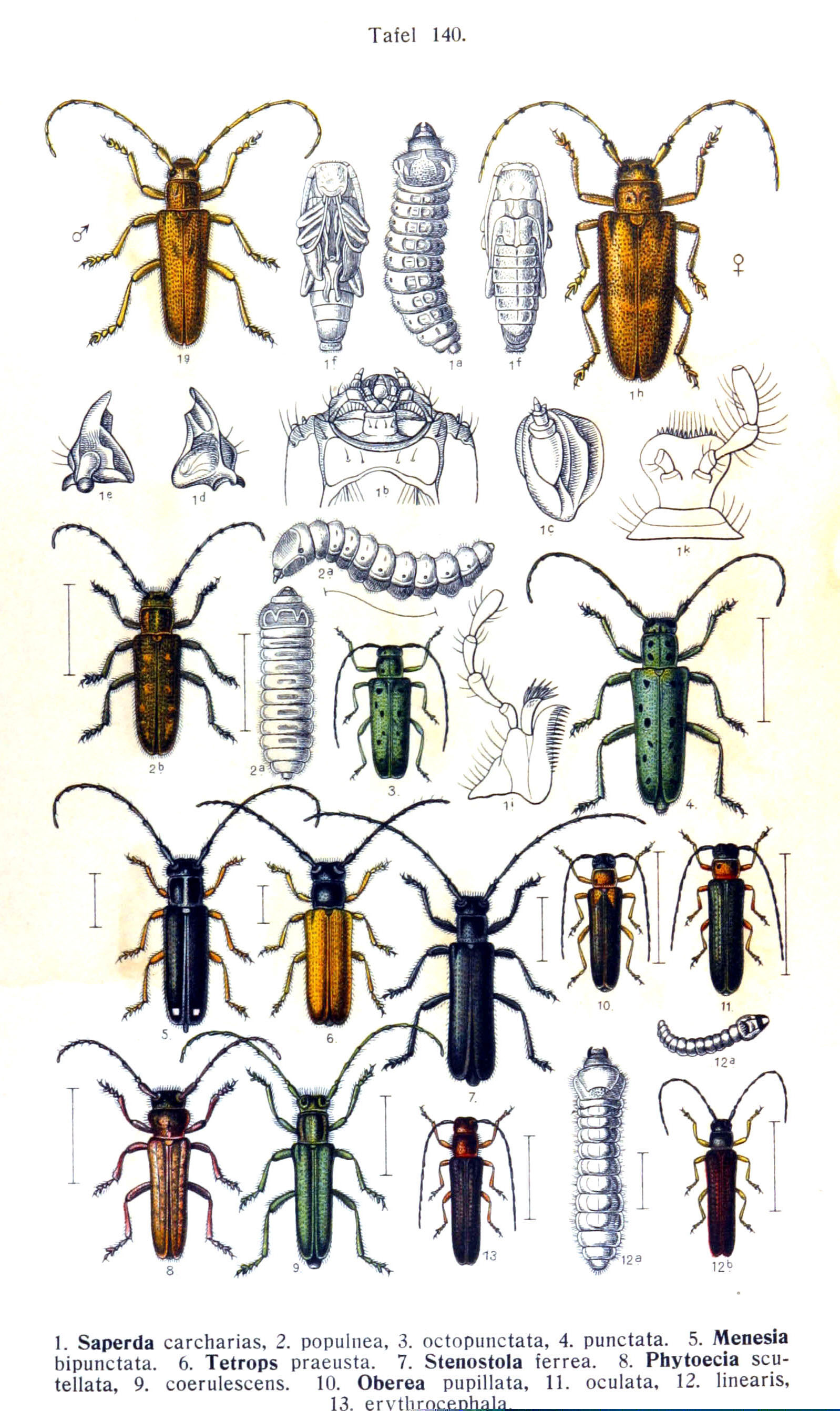